# René Benjamin Hansen
René Benjamin Hansen (født 22. marts 1974) er en dansk skuespiller.
Hansen er uddannet fra Statens Teaterskole i 1997. Han har haft adskillige teaterroller ved bl.a. Folketeatret, Bådteatret, Svalegangen, Teatret ved Sorte Hest, Århus Teater og Riddersalen.
I 2003 modtog han Olaf Ussings Rejselegat. 

## Filmografi
- Det forsømte forår (1993)
- Min fynske barndom (1994)
- Kærlighed ved første desperate blik (1994)
- Sidste time (1995)
- Den sidste viking (1996)
- Her i nærheden (2000)
- Juliane (2000)
- Flammen og Citronen (2008)

### Tv-serier
- Strisser på Samsø (1997-1998)
- TAXA (1997)
- Nikolaj og Julie (2002-2003)
- Album (2008)

### Julekalendre
- Den hemmelige tunnel (1997)
- Brødrene Mortensens Jul (1998)